# Kanton Cosne-Cours-sur-Loire-Nord
Cosne-Cours-sur-Loire-Nord is een voormalig kanton van het Franse departement Nièvre. Het kanton maakte deel uit van het arrondissement Cosne-Cours-sur-Loire. 
Het werd opgeheven bij decreet van 18 februari 2014 met uitwerking op 22 maart 2015.

## Gemeenten
Het kanton Cosne-Cours-sur-Loire-Nord omvatte de volgende gemeenten:
- Annay
- La Celle-sur-Loire
- Cosne-Cours-sur-Loire (deels, hoofdplaats)
- Myennes
- Neuvy-sur-Loire